# Henrik Achrenius
Henrik Achrenius, född 5 november 1730 i Sievi, död 17 juni 1798 i Kalajoki, var en poet i den finländska delen av Sverige och länsman i Kalajoki.. En del av hans dikter går i gustaviansk stil, som Tawallinen Morsian Tanssi. Dessutom skrev han om Aisopos fabler till finska på kalevalameter (Caxi neljättä kymmendä satua) samt översatte Ovidius verk till finska.

## Biografi
Henrik Achrenius tillhörde den kända präst- och poetsläkten Achrenius. Hans föräldrar var Simo Achrenius, kaplan i Sievi, och Maria Bång. Han var bror till Simon Achrenius och brorson till Abraham Achrenius.
Henrik Achrenius gick tillsammans med sin äldre bror Simon i Uleåborgs trivialskola och gick ut gymnasiet 1749. Henrik Achrenius studerade en tid vid Åbo akademi, men var tvungen att sluta skolan när hans far dog. 1757 gifte han sig i Kalajoki med sockenskrivaren Gabriel Calamnius dotter Katarina Helena Calamnius. Han började då sköta länsmannens och kamrerens uppgifter i Kalajoki. Han efterträdde svärfadern som sockenskrivare, och ärvde Calamnius släktgård Sandholm.
Achrenius skrev dikter om aktuella händelser och dikter bland annat för bröllop. Han påverkades framförallt den svenska skalden Carl Michael Bellman. Religiösa ämnen behandlade Achrenius bara i dikten "Katoowaisuudesta", där han tar upp döden och förgängelsens makt. Dikten står nära Cajanus psalm "Etkös ole ihmisparka".

## Henrik Achrenius dikter
- Terve Poica Pohjanmaalda 1754, Lyckönskningsdikt till Elias Niblings disputation
- Muistoruno. 1765 (Invigningen av Sievi kyrka)
- Runot Kruunun Wiina keitoxista. 1777
- Wiinasta Walitus Wirsi/Runo raukan kuolemasta. 1777
- Runot Calajoen pitäjän suurimman osan rajan suojelusmiesten luvattoman poijes tulon ylitse. 1790
- Tavallinen Morsian Tanssi. Publicerad 1850
- Laulu Papin Frouwille 1. Päivänä Touko kuusa 1792. Publicerad 1822
- Katoowaisuus. Publicerad 1832

## Översättningar till finska
- Caxi Neljättä Kymmendä Satua. 1775
- Ovidiuksen elegia Aestus erat.
- Marseljesen första finska översättningen.
- Yxi Uusi Lystillinen Weisu. 1790-talet (översättning av Fredmans epistel nr. 15)